# K5 League Seoul
Die K5 League Seoul ist eine der insgesamt zwölf existierenden Staffeln der K5 League. Gegründet wurde die Liga im Jahr 2019. Organisiert und Durchgeführt wird sie vom Seoul-Fußballverband.

## Geschichte
Gegründet wurde die Liga im Rahmen der Strukturreformen, welche die Integrierung des Amateurfußballs in das bestehende Ligasystem vorsah. Zum ersten Mal ausgetragen, wurde die Liga im Jahr 2019. Für die Spielzeit 2020 wurde ein Hin- und Rückrundensystem eingeführt. Ab der Spielzeit 2021 wurde die Staffel auf 8 Mannschaften erweitert. Der Gewinner der Staffel qualifiziert sich für die K5-League-Meisterschaft und für den Korean FA Cup.

### Ligagewinner
| Spielzeit | Ligagewinner        | Vizemeister         | 3. Platzierter | Absteiger              | Torschützenkönig                                           | Anzahl d. Spieltage |
| --------- | ------------------- | ------------------- | -------------- | ---------------------- | ---------------------------------------------------------- | ------------------- |
| 2019      | Byeoksan Players FC | FC It-Pl            | FC Together    | Hwagok 8 Dong FV       | Lee Uh-yong, FC HAS Park Jun-hong, FC It-Pl jeweils 5 Tore | 5                   |
| 2020      | FC Together         | Byeoksan Players FC | FC It-Pl       | Gomduri FC             | Seo Se-il, 12 Tore                                         | 10                  |
| 2021      | Yangcheon TNT FC    | Byeoksan Players FC | FC Together    | FC It-Pl               | Lee Geon-heui, 15 Tore                                     | 8                   |
| 2022      | Yangcheon TNT FC    | Byeoksan Players FC | FC Together    | Seoul Jungma FC FC HAS | Hwang Ihn-seong, 11 Tore                                   | 14                  |

## Teilnehmende Mannschaften
| Team                 | Stadt                | Heimstadion                                               | In der Liga seit     | Vorjahresplatzierung         |                      |
| K5 League Seoul 2022 | K5 League Seoul 2022 | K5 League Seoul 2022                                      | K5 League Seoul 2022 | K5 League Seoul 2022         | K5 League Seoul 2022 |
| -------------------- | -------------------- | --------------------------------------------------------- | -------------------- | ---------------------------- | -------------------- |
| Byeoksan Players FC  | Seoul-Gwanak-gu      | Hyochang-Stadion Nonghyeob-Jeonmun-Universität-Sportplatz | 2019                 | 2. Platz                     |                      |
| FC Saebyeoknyeok     | Seoul-Nowon-gu       | Hyochang-Stadion Nonghyeob-Jeonmun-Universität-Sportplatz | 2019                 | 4. Platz                     |                      |
| FC Together          | Seoul-Seongdong-gu   | Hyochang-Stadion Nonghyeob-Jeonmun-Universität-Sportplatz | 2019                 | 3. Platz                     |                      |
| FC HAS               | Seoul-Seodaemun-gu   | Hyochang-Stadion Nonghyeob-Jeonmun-Universität-Sportplatz | 2019                 | 5. Platz                     |                      |
| Seoul Jungma FC      | Seoul-Gwangjin-gu    | Hyochang-Stadion Nonghyeob-Jeonmun-Universität-Sportplatz | 2021                 | 7. Platz                     |                      |
| Seoul SB FC          | Seoul-Dongjak-gu     | Hyochang-Stadion Nonghyeob-Jeonmun-Universität-Sportplatz | 2021                 | 6. Platz                     |                      |
| Yangcheon TNT FC     | Seoul-Yangcheon-gu   | Hyochang-Stadion Nonghyeob-Jeonmun-Universität-Sportplatz | 2021                 | Staffelmeister               |                      |
| Taepung FC           | Seoul-Songpa-gu      | Hyochang-Stadion Nonghyeob-Jeonmun-Universität-Sportplatz | 2022                 | Aufsteiger aus der K6 League |                      |